# 1086 w literaturze
Wydarzenia literackie w 1086 roku.

## Nowe książki
- Domesday Book